# Lipka
Lipka [pronunciación en polaco: /ˈlipka/] es un pueblo ubicado en el distrito administrativo de Gmina Stryków, dentro del condado de Zgierz, voivodato de Łódź, en el centro de Polonia.  Se encuentra aproximadamente a 5 kilómetros al sureste de Stryków, a 18 kilómetros al este de Zgierz, y a 18 kilómetros al noreste de la capital regional, Łódź.